# Oleksandr Krykun
Oleksandr Volodymyrovych Krykun (en ukrainien : Олександр Володимирович Крикун, né le 1er mars 1968 à Leipzig dans l'ancienne RDA) est un athlète ukrainien spécialiste du lancer de marteau.

## Carrière

### Palmarès
| Date | Compétition                  | Lieu       | Résultat | Performance |
| ---- | ---------------------------- | ---------- | -------- | ----------- |
| 1987 | Championnats d'Europe junior | Birmingham | 2e       | 70,92 m     |
| 1994 | Championnats d'Europe        | Helsinki   | 6e       | 76,08 m     |
| 1995 | Championnats du monde        | Göteborg   | 10e      | 75,52 m     |
| 1995 | Universiade d'été            | Fukuoka    | 2e       | 77,06 m     |
| 1996 | Jeux olympiques d'été        | Atlanta    | 3e       | 80,02 m     |
| 1997 | Championnats du monde        | Athènes    | 8e       | 77,14 m     |
| 2000 | Jeux olympiques d'été        | Sydney     | 20e      | 74,83 m     |
| 2001 | Championnats du monde        | Edmonton   | 22e      | 74,43 m     |
| 2002 | Championnats d'Europe        | Munich     | 18e      | 76,92 m     |
| 2003 | Championnats du monde        | Paris      | 21e      | 73,58 m     |
| 2004 | Jeux olympiques d'été        | Athènes    | 18e      | 75,42 m     |

### Records
| Épreuve           | Performance | Lieu | Date        |
| ----------------- | ----------- | ---- | ----------- |
| Lancer de marteau | 81,66 m     | Kiev | 29 mai 2004 |